# Worthington Whittredge
Thomas Worthington Whittredge (22 de maig de 1820 – 25 de febrer de 1910) fou un pintor estatunidenc de l'Escola del Riu Hudson, que va assolir gran anomenada en la seva època, i va gaudir de l'amistat d'artistes importants d'aquesta escola, com ara Albert Bierstadt i Sanford Robinson Gifford.

## Joventut i aprenentatge
Worthington Whittredge, o Thomas Worthington Whittredge, (22 de maig 1820, Springfield, Ohio- 25 de febrer 1910, Summit, Nova Jersey) Va néixer en una granja a prop de Sprinfield (Ohio) i fou origínàriament un pintor de cases a Cincinnati, dedicant-se també a la fotografia i al retrat a Indiana i a Virgínia de l'Oest. Però al voltant de l'any 1838 va decidir dedicar-se a la pintura de paisatge. A principis de l'any 1849 va anar a Alemanya, estudiant a la Kunstakademie de Düsseldorf, i després va estar cinc anys a Roma, on va posar per Emanuel Gottlieb Leutze. L'any 1856 va viatjar a Suïssa amb Albert Bierstadt, fent esbossos de paisatges.

## Activitat artística
Va retornar l'any 1859 als Estats Units, es va establir a Nova York, on els seus paisatges europeus no van ser ben rebuts. Aleshores, quan va decidir adaptar-se a l'estil de l'Escola del Riu Hudson, va començar a gaudir de l'èxit, representant paisatges dels voltants de Nova York i de Nova Anglaterra. L'any 1862 va esdevenir membre de la National Academy of Design. Tanmateix, a mitjan segle xix, la civilització havia ja malmès força el paisatge de l'est del país i Whittredge va haver de viatjar cap a l'oest amb John Frederick Kensett i Sanford Robinson Gifford a Fort Kearny, Nebraska, i després a les muntanyes Rocoses a la recerca de noves fonts d'inspiració. Entre 1865 i 1866, amb Gifford i Kensett, va acompanyar el general John Pope a una expedició des del Fort Leavenworth, Kansas, seguint la branca sud del Riu Platte, a través de Denver, i cap al sud seguint les Muntanyes Rocoses de l'est vers Nou Mèxic.
Les experiències d'aquest viatge van inspirar llenços de grans panoràmiques, com Crossing the Platte (1870). Les seves obres més característiques són escenes de les profunditats del bosc, amb falgueres i roques plenes de molses, i amb la llum filtrada per les fulles dels arbres, com Forest Interior (1881). Whittredge va pintar paisatges, no només per un interès general vers la Natura, sinó que va preferir representar indrets pels quals tenia un afecte especial, donant a les seves obres una sensibilitat personal. Va continuar pintant fins a l'edat de 89 anys, tot i que va anar canviant el seu estil a mesura que els gustos del món de l'Art a Nova York anaven variant.